# Alopoglossus angulatus
Espèce
Synonymes
- Lacerta angulata Linnaeus, 1758
- Lepidosoma carinicaudatum Cope, 1876
- Alopoglossus amazonius Ruthven, 1924
- Alopoglossus copii surinamensis Brongersma, 1946
- Alopoglossus andeanus Ruibal, 1952

Statut de conservation UICN

 LC  : Préoccupation mineure
Alopoglossus angulatus est une espèce de sauriens de la famille des Gymnophthalmidae.  L’espèce est endémique du nord de l’Amérique du Sud. La recherche en génétique moléculaire a montré que cette espèce est en fait un complexe d’espèces, à la suite de quoi l’espèce a été divisée en huit espèces.

## Répartition
Cette espèce se rencontre en Amazonie entre 100 et 760 m d'altitude, :
- en Colombie dans le département d'Amazonas ;
- en Équateur ;
- au Pérou dans les régions de Loreto, d'Ucayali, de Madre de Dios et de Huánuco ;
- en Bolivie dans les départements de Pando, de Beni et de La Paz ;
- au Brésil en Acre, en Amazonas, au Rondonia, au Pará et en Amapá ;
- en Guyane ;
- au Suriname ;
- au Guyana.

## Publication originale
- Linnaeus, 1758 : Systema naturae per regna tria naturae, secundum classes, ordines, genera, species, cum characteribus, differentiis, synonymis, locis, ed. 10 (texte intégral).